# Auguste d'Huart
Pour les autres membres de la famille, voir Famille d'Huart.
Auguste d'Huart de Villemont, né le 19 juin 1789 à Mons dans les Pays-bas autrichiens et mort le 20 août 1868 à Tintigny, en Belgique, est un homme politique belge. Il est le frère d'Édouard d'Huart, le gendre de François d'Anethan. 
Il fait partie de la famille d'Huart.

## Biographie

### Carrière politique
Auguste d'Huart est tout d'abord inspecteur des forêts au château de Villemont à Tintigny .
Après la signature du traité des XXIV articles du 19 avril 1839 qui acte la scission du grand-duché de Luxembourg, il est nommé commissaire chargé de la remise des territoires autrefois annexés par la Belgique aux commissaires du grand-duc de Luxembourg Stifft et Jean-Daniel Louis-Frédéric Hassenpflug.

### Carrière d'industriel
Auguste d'Huart était l'un des membres de la Société d'Industrie luxembourgeoise (lb), société anonyme créée par la Banque de Belgique avec un capital de 5 000 000 de francs belges le but de redynamiser l'industrie et tout particulièrement l'industrie métallurgique et sidérurgique dans ce qui était alors la province de Luxembourg.

### Vie privée
Le 29 mai 1819, Auguste d'Huart se marie avec  à Habay-la-Vieille, avec Appoline Eléonore d'Anethan de la Trapperie. Ils auront dix enfants : 
- [Gustave d'Huart (10 septembre 1820 au château de la Trapperie - 5 février 1867 à Louvain)
- Laure d'Huart (1822 - 1890), mariée en 1844 à Hippolyte de Mathelin résidant au château de Clémarais à Aubange.
- Eulalie d'Huart (1824 - ? )
- Félix d'Huart (1826 - 1898)
- Victor d'Huart (1832 - 1866)
- Henri d'Huart
- Henriette d'Huart (1841 - ? )

ainsi que trois autres filles mortes en bas âge.

## Fonctions et mandats
- Député aux états provinciaux du Luxembourg : élu le 2 juin 1823 par l'Ordre équestre puis le 1er juin 1826
- Membre du Sénat belge : 1835
- Conseiller provincial du canton d'Étalle : 1836 - 1838
- Gouverneur de la province de Luxembourg : 1842 (par intérim)

## Distinctions
- Commandeur de l'Ordre de Léopold